# Garbage/Diskografie
Diese Diskografie ist eine Übersicht über die musikalischen Werke der US-amerikanischen Rockband Garbage. Den Schallplattenauszeichnungen zufolge hat sie bisher mehr als 6,2 Millionen Tonträger verkauft, davon alleine in ihrer Heimat über drei Millionen. Ihre erfolgreichste Veröffentlichung ist das Debütalbum Garbage mit mehr als 2,8 Millionen verkauften Einheiten.

## Alben

### Studioalben
| Jahr | Titel                                | Höchstplatzierung, Gesamtwochen, AuszeichnungChartplatzierungen (Jahr, Titel, Platzierungen, Wochen, Auszeichnungen, Anmerkungen) | Höchstplatzierung, Gesamtwochen, AuszeichnungChartplatzierungen (Jahr, Titel, Platzierungen, Wochen, Auszeichnungen, Anmerkungen) | Höchstplatzierung, Gesamtwochen, AuszeichnungChartplatzierungen (Jahr, Titel, Platzierungen, Wochen, Auszeichnungen, Anmerkungen) | Höchstplatzierung, Gesamtwochen, AuszeichnungChartplatzierungen (Jahr, Titel, Platzierungen, Wochen, Auszeichnungen, Anmerkungen) | Höchstplatzierung, Gesamtwochen, AuszeichnungChartplatzierungen (Jahr, Titel, Platzierungen, Wochen, Auszeichnungen, Anmerkungen) | Anmerkungen                           |
| Jahr | Titel                                | DE | AT | CH | UK | US | Anmerkungen                           |
| ---- | ------------------------------------ | --- | --- | --- | --- | --- | ------------------------------------- |
| 1995 | Garbage                              | DE55 (18 Wo.)DE | — | — | UK6 ×2Doppelplatin · (132 Wo.)UK                                                                                                  | US20 ×2Doppelplatin · (81 Wo.)US                                                                                                  | Erstveröffentlichung: 15. August 1995 |
| 1998 | Version 2.0                          | DE4 (26 Wo.)DE | AT4 (16 Wo.)AT | CH17 (16 Wo.)CH | UK1 ×2Doppelplatin · (78 Wo.)UK                                                                                                   | US13 Platin · (70 Wo.)US | Erstveröffentlichung: 11. Mai 1998    |
| 2001 | Beautiful Garbage                    | DE6 (8 Wo.)DE | AT9 (8 Wo.)AT | CH10 (7 Wo.)CH | UK6 Gold · (8 Wo.)UK | US13 (8 Wo.)US | Erstveröffentlichung: 1. Oktober 2001 |
| 2005 | Bleed Like Me                        | DE12 (6 Wo.)DE | AT17 (6 Wo.)AT | CH15 (11 Wo.)CH | UK4 Silber · (6 Wo.)UK | US4 (11 Wo.)US | Erstveröffentlichung: 11. April 2005  |
| 2012 | Not Your Kind of People              | DE15 (3 Wo.)DE | AT39 (1 Wo.)AT | CH15 (3 Wo.)CH | UK10 (3 Wo.)UK | US13 (7 Wo.)US | Erstveröffentlichung: 11. Mai 2012    |
| 2016 | Strange Little Birds                 | DE22 (2 Wo.)DE | AT17 (2 Wo.)AT | CH16 (3 Wo.)CH | UK17 (1 Wo.)UK | US14 (2 Wo.)US | Erstveröffentlichung: 10. Juni 2016   |
| 2021 | No Gods No Masters                   | DE6 (2 Wo.)DE | AT13 (1 Wo.)AT | CH13 (2 Wo.)CH | UK5 (1 Wo.)UK | US33 (1 Wo.)US | Erstveröffentlichung: 11. Juni 2021   |
| 2025 | Let All That We Imagine Be the Light | DE17 (1 Wo.)DE | AT10 (1 Wo.)AT | CH24 (1 Wo.)CH | UK24 (1 Wo.)UK | — | Erstveröffentlichung: 30. Mai 2025    |

### Kompilationen
| Jahr | Titel            | Höchstplatzierung, Gesamtwochen, AuszeichnungChartplatzierungen (Jahr, Titel, Platzierungen, Wochen, Auszeichnungen, Anmerkungen) | Höchstplatzierung, Gesamtwochen, AuszeichnungChartplatzierungen (Jahr, Titel, Platzierungen, Wochen, Auszeichnungen, Anmerkungen) | Höchstplatzierung, Gesamtwochen, AuszeichnungChartplatzierungen (Jahr, Titel, Platzierungen, Wochen, Auszeichnungen, Anmerkungen) | Höchstplatzierung, Gesamtwochen, AuszeichnungChartplatzierungen (Jahr, Titel, Platzierungen, Wochen, Auszeichnungen, Anmerkungen) | Höchstplatzierung, Gesamtwochen, AuszeichnungChartplatzierungen (Jahr, Titel, Platzierungen, Wochen, Auszeichnungen, Anmerkungen) | Anmerkungen                            |
| Jahr | Titel            | DE | AT | CH | UK | US | Anmerkungen                            |
| ---- | ---------------- | --- | --- | --- | --- | --- | -------------------------------------- |
| 2007 | Absolute Garbage | DE68 (1 Wo.)DE | — | CH77 (2 Wo.)CH | UK11 Silber · (4 Wo.)UK | US68 (2 Wo.)US | Erstveröffentlichung: 20. Juli 2007    |
| 2022 | Anthology        | DE56 (1 Wo.)DE | — | — | UK99 (1 Wo.)UK | — | Erstveröffentlichung: 28. Oktober 2022 |

Weitere Kompilationen
- 2002: Special Collection
- 2012: The Absolute Collection

## Singles
| Jahr | Titel Album                                                 | Höchstplatzierung, Gesamtwochen, AuszeichnungChartplatzierungen (Jahr, Titel, Album, Platzierungen, Wochen, Auszeichnungen, Anmerkungen) | Höchstplatzierung, Gesamtwochen, AuszeichnungChartplatzierungen (Jahr, Titel, Album, Platzierungen, Wochen, Auszeichnungen, Anmerkungen) | Höchstplatzierung, Gesamtwochen, AuszeichnungChartplatzierungen (Jahr, Titel, Album, Platzierungen, Wochen, Auszeichnungen, Anmerkungen) | Höchstplatzierung, Gesamtwochen, AuszeichnungChartplatzierungen (Jahr, Titel, Album, Platzierungen, Wochen, Auszeichnungen, Anmerkungen) | Höchstplatzierung, Gesamtwochen, AuszeichnungChartplatzierungen (Jahr, Titel, Album, Platzierungen, Wochen, Auszeichnungen, Anmerkungen) | Anmerkungen                              |
| Jahr | Titel Album                                                 | DE | AT | CH | UK | US | Anmerkungen                              |
| ---- | ----------------------------------------------------------- | --- | --- | --- | --- | --- | ---------------------------------------- |
| 1995 | Vow Garbage                                                 | — | — | — | — | US97 (2 Wo.)US | Erstveröffentlichung: 20. März 1995      |
| 1995 | Subhuman –                                                  | — | — | — | UK50 (2 Wo.)UK | — | Erstveröffentlichung: 7. August 1995     |
| 1995 | Only Happy When It Rains Garbage                            | — | — | — | UK29 (3 Wo.)UK | US55 (20 Wo.)US | Erstveröffentlichung: 18. September 1995 |
| 1995 | Queer Garbage                                               | — | — | — | UK13 (6 Wo.)UK | — | Erstveröffentlichung: 20. November 1995  |
| 1996 | Stupid Girl Garbage                                         | — | — | — | UK4 Silber · (7 Wo.)UK | US24 (20 Wo.)US | Erstveröffentlichung: 11. März 1996      |
| 1996 | Milk Garbage                                                | DE84 (7 Wo.)DE | — | — | UK10 (10 Wo.)UK | — | Erstveröffentlichung: 7. Oktober 1996    |
| 1998 | Push It Version 2.0                                         | DE88 (3 Wo.)DE | — | — | UK9 (8 Wo.)UK | US52 (18 Wo.)US | Erstveröffentlichung: 27. April 1998     |
| 1998 | I Think I’m Paranoid Version 2.0                            | DE98 (1 Wo.)DE | — | — | UK9 (5 Wo.)UK | — | Erstveröffentlichung: 6. Juli 1998       |
| 1998 | Special Version 2.0                                         | — | — | — | UK15 (4 Wo.)UK | US52 (13 Wo.)US | Erstveröffentlichung: 5. Oktober 1998    |
| 1999 | When I Grow Up Version 2.0                                  | — | — | — | UK9 (9 Wo.)UK | — | Erstveröffentlichung: 11. Januar 1999    |
| 1999 | You Look So Fine Version 2.0                                | — | — | — | UK19 (4 Wo.)UK | — | Erstveröffentlichung: 24. Mai 1999       |
| 1999 | The World Is Not Enough Die Welt ist nicht genug Soundtrack | DE38 (10 Wo.)DE | AT40 (4 Wo.)AT | CH16 (12 Wo.)CH | UK11 (10 Wo.)UK | — | Erstveröffentlichung: 15. November 1999  |
| 2001 | Androgyny Beautiful Garbage                                 | DE93 (1 Wo.)DE | — | CH67 (4 Wo.)CH | UK24 (4 Wo.)UK | — | Erstveröffentlichung: 24. September 2001 |
| 2002 | Cherry Lips (Go Baby Go!) Beautiful Garbage                 | — | — | CH85 (1 Wo.)CH | UK22 (4 Wo.)UK | — | Erstveröffentlichung: 21. Januar 2002    |
| 2002 | Breaking Up the Girl Beautiful Garbage                      | — | — | — | UK27 (2 Wo.)UK | — | Erstveröffentlichung: 8. April 2002      |
| 2002 | Shut Your Mouth Beautiful Garbage                           | — | — | — | UK20 (2 Wo.)UK | — | Erstveröffentlichung: 23. September 2002 |
| 2005 | Why Do You Love Me Bleed Like Me                            | DE63 (4 Wo.)DE | — | CH75 (5 Wo.)CH | UK7 (7 Wo.)UK | US94 (1 Wo.)US | Erstveröffentlichung: 8. März 2005       |
| 2005 | Sex Is Not the Enemy Bleed Like Me                          | — | — | — | UK24 (2 Wo.)UK | — | Erstveröffentlichung: 13. Juni 2005      |
| 2005 | Run Baby Run Bleed Like Me                                  | DE97 (1 Wo.)DE | — | — | — | — | Erstveröffentlichung: 10. Juli 2005      |
| 2007 | Tell Me Where It Hurts Absolute Garbage                     | — | — | — | UK50 (1 Wo.)UK | — | Erstveröffentlichung: 16. Juli 2007      |

Weitere Singles
- 1996: Supervixen
- 1996: #1 Crush
- 1999: The Trick Is to Keep Breathing
- 1999: Temptation Waits
- 2005: Bleed Like Me
- 2012: Blood for Poppies
- 2012: Battle In Me
- 2013: Because The Night
- 2014: Girls Talk
- 2015: The Chemicals
- 2021: No Gods No Masters

## Statistik

### Chartauswertung
|                     | DE    | AT    | CH    | UK    | US    |
| ------------------- | ----- | ----- | ----- | ----- | ----- |
| Nummer-eins-Alben   | DE—DE | AT—AT | CH—CH | UK1UK | US—US |
| Top-10-Alben        | DE3DE | AT3AT | CH1CH | UK6UK | US1US |
| Alben in den Charts | DE9DE | AT7AT | CH7CH | UK9UK | US7US |

|                       | DE    | AT    | CH    | UK     | US    |
| --------------------- | ----- | ----- | ----- | ------ | ----- |
| Nummer-eins-Singles   | DE—DE | AT—AT | CH—CH | UK—UK  | US—US |
| Top-10-Singles        | DE—DE | AT—AT | CH—CH | UK6UK  | US—US |
| Singles in den Charts | DE7DE | AT1AT | CH4CH | UK18UK | US7US |

### Auszeichnungen für Musikverkäufe
| Goldene Schallplatte - Australien - 2002: für die Single Cherry Lips (Go Baby Go!) - 2005: für das Album Bleed Like Me - Belgien - 1997: für das Album Garbage - 1998: für das Album Version 2.0 - 2001: für das Album Beautiful Garbage - Dänemark - 1997: für das Album Garbage - Frankreich - 1995: für das Album Garbage - Irland - 1997: für das Album Garbage - Kanada - 2001: für das Album Beautiful Garbage - Neuseeland - 2001: für das Album Beautiful Garbage - Schweden - 1998: für das Album Version 2.0 - Singapur - 1997: für das Album Garbage 2× Goldene Schallplatte - Frankreich - 1999: für das Album Version 2.0 | Platin-Schallplatte - Australien - 1999: für das Album Version 2.0 - Europa - 1999: für das Album Version 2.0 - Kanada - 1998: für das Album Version 2.0 - Neuseeland - 1998: für das Album Version 2.0 - Spanien - 1999: für das Album Version 2.0 2× Platin-Schallplatte - Australien - 1997: für das Album Garbage - 2021: für das Album Beautiful Garbage - Kanada - 1997: für das Album Garbage - Neuseeland - 1997: für das Album Garbage |

Anmerkung: Auszeichnungen in Ländern aus den Charttabellen bzw. Chartboxen sind in ebendiesen zu finden.
| Land/RegionAuszeichnungen für Musikverkäufe (Land/Region, Auszeichnungen, Verkäufe, Quellen) | Silber     | Gold       | Platin       | Verkäufe    | Quellen                                                   |
| -------------------------------------------------------------------------------------------- | ---------- | ---------- | ------------ | ----------- | --------------------------------------------------------- |
| Australien (ARIA)                                                                            | —          | 2× Gold2   | 5× Platin5   | 420.000     | aria.com.au                                               |
| Belgien (BRMA)                                                                               | —          | 3× Gold3   | —            | 75.000      | ultratop.be                                               |
| Dänemark (IFPI)                                                                              | —          | Gold1      | —            | 25.000      | Einzelnachweise                                           |
| Europa (IFPI)                                                                                | —          | —          | Platin1      | (1.000.000) | ifpi.org (Memento vom 1. Januar 2014 im Internet Archive) |
| Frankreich (SNEP)                                                                            | —          | 3× Gold3   | —            | 300.000     | snepmusique.com                                           |
| Irland (IRMA)                                                                                | —          | Gold1      | —            | 7.500       | Einzelnachweise                                           |
| Kanada (MC)                                                                                  | —          | Gold1      | 3× Platin3   | 350.000     | musiccanada.com                                           |
| Neuseeland (RMNZ)                                                                            | —          | Gold1      | 3× Platin3   | 52.500      | aotearoamusiccharts.co.nz                                 |
| Schweden (IFPI)                                                                              | —          | Gold1      | —            | 40.000      | sverigetopplistan.se                                      |
| Singapur (RIAS)                                                                              | —          | Gold1      | —            | 7.000       | Einzelnachweise                                           |
| Spanien (Promusicae)                                                                         | —          | —          | Platin1      | 100.000     | elportaldemusica.es                                       |
| Vereinigte Staaten (RIAA)                                                                    | —          | —          | 3× Platin3   | 3.000.000   | riaa.com                                                  |
| Vereinigtes Königreich (BPI)                                                                 | 3× Silber3 | Gold1      | 4× Platin4   | 1.620.000   | bpi.co.uk                                                 |
| Insgesamt                                                                                    | 3× Silber3 | 15× Gold15 | 20× Platin20 |             |                                                           |